# Pino (ort i Spanien, Kastilien och Leon)
Pino är en ort i Spanien.   Den ligger i provinsen Provincia de Zamora och regionen Kastilien och Leon, i den nordvästra delen av landet, 240 km nordväst om huvudstaden Madrid. Pino ligger 738 meter över havet och antalet invånare är 212.
Terrängen runt Pino är platt åt nordost, men åt sydväst är den kuperad. Runt Pino är det glesbefolkat, med 9 invånare per kvadratkilometer. Närmaste större samhälle är Fonfría, 6,7 km norr om Pino. Trakten runt Pino består i huvudsak av gräsmarker.